# Idiocalla postica
Idiocalla postica é uma espécie de coleóptero da tribo Callidiini (Cerambycinae), com distribuição restrita à Namíbia.

## Sistemática
- Ordem Coleoptera
  - Subordem Polyphaga
    - Infraordem Cucujiformia
      - Superfamília Chrysomeloidea
        - Família Cerambycidae
          - Subfamília Cerambycinae
            - Tribo Callidiini
              - Gênero Idiocalla
                - I. postica (Jordan, 1903)